# ایستگاه راه‌آهن کویینز رود پکام
ایستگاه راه‌آهن کویینز رود پکام (انگلیسی: Queens Road Peckham railway station) یک ایستگاه راه‌آهن در شهر لندن، انگلستان است.
این ایستگاه که در ناحیه پکام قرار دارد در سال ۱۸۶۶ میلادی تأسیس شده و جزئی از خط جنوب متروی زمینی لندن و خط ساتن و مول والی راه‌آهن انگلستان است.